# 23. март
23. март је 82. дан у години по грегоријанском календару (83. у преступној години). До краја године има још 283 дана.

## Догађаји
- 1400 — Хо Куи Ли је збацио вијетнамску династију Чан, након 175 година владавине.
- 1801 — У завери дворских официра убијен руски цар Павле I Петрович Романов. Наследио га син Александар I.
- 1861 — Уједињена Италија формирала прву Владу, први премијер постао гроф Камило Бенсо ди Кавур, истакнут борац за уједињење Италије.
- 1903 — У демонстрацијама око 5.000 студената, ђака и радника насилно демонстрирало против апсолутистичког режима српског краља Александра Обреновића, које су организовали студенти-социјалисти Димитрије Туцовић и Триша Кацлеровић јер им није дозвољено одржавање промарксистичког скупа, у Београду у сукобу с полицијом погинуло пет, рањено шест људи. Ухапшено више од 120 демонстраната, против 27 подигнута оптужница, а Туцовић и Кацлеровић емигрирали.
- 1905 — Око 1500 Крићана, предвођених Елефтериосом Венизелосом, окупило се у селу Терисо да би затражили уједињење острва са Грчком, што је био почетак Теришког устанка.
- 1912 — Завршен шаховски турнир у Сан Себастијану, Шпанија. Победио је Артур Рубинштајн.
- 1918 — Гигантски немачки топ "Дебела Берта" у Првом светском рату бомбардовао Париз с више од 100 km раздаљине.
- 1919 — Бенито Мусолини у Милану основао Фашистичку партију.
- 1923 — У Нишу је потписан споразум између Краљевина СХС и Бугарске у вези са међудржавним проблемима ове две државе.
- 1933 — Рајхстаг је усвојио Закон о посебним овлашћењима, што је омогућило да Адолф Хитлер постане диктатор Немачке.
- 1939 — Мађарско ратно ваздухопловство је напало штаб Словачког ратног ваздухопловства, чиме је започело Словачко-мађарски рат.
- 1945 — Почела битка на Рајни у Другом светском рату. Сукоб савезника и Немачке завршен у априлу победом савезничких снага.
- 1950 — Конвенција о оснивању Светске метеоролошке организације ступила на снагу. Тај дан се обележава као Светски метеоролошки дан.
- 1956 — Пакистан, према новом Уставу, постао Исламска Република.
- 1966 — Кантерберијски надбискуп састао се у Риму с папом. То је био први сусрет два црквена поглавара од оснивања Англиканске цркве, 400 година раније.
- 1983 — Амерички председник Роналд Реган је у телевизијском обраћању представио Стратешку одбрамбену иницијативу, план развоја технологије пресретања и обарања непријатељских балистичких ракета.
- 1999 — Председник Југославије Слободан Милошевић одбио, после вишедневних преговора с међународним посредницима, укључујући специјалног изасланика САД Ричарда Холбрука, мировни план за Косово и размештање страних трупа у Покрајини. Генерални секретар НАТО потом активирао наредбу о почетку ваздушних удара на Југославију, који су почели наредног дана.
- 2001 — После петнаестогодишње мисије у свемиру, руска свемирска станица Мир, уништена је потапањем у Тихом океану.
- 2002 — Египатски суд осудио свог држављанина, инжењера Шерифа ал Фалалија, на 15 година затвора уз тежак рад због шпијунаже за Израел. Председник Хосни Мубарак претходно одбацио раније донету ослобађајућу пресуду.
- 2003 — Преко 92 одсто грађана Словеније се на референдуму изјаснило за улазак земље у Европску унију.
- 2005 — У пожару и експлозији у рафинерији нафте у Тексас Ситију погинуло је 15 особа.
- 2006 — Потписан Подгорички споразум између Бошњачке странке и Демократске партије социјалиста Црне Горе. Објављен аматерски снимак како четири члана ДПС-а покушавају да поткупе једног гласача да на референдуму гласа за независност Црне Горе. опширније
- 2021 — Тероризам: Десеторо људи, међу којима један полицајац, убијено је у пуцњави у једном супермаркету у америчкој држави Колорадо.

## Рођења
- 1754 — Јуриј Вега, словеначки математичар и артиљерац. († 1802)[1]
- 1769 — Вилијам Смит, енглески геолог. († 1839)[2]
- 1823 — Скајлер Колфакс, амерички политичар, 17. потпредседник САД. († 1885)[3]
- 1826 — Лудвиг Минкус, аустријски виолиниста, композитор и диригент. († 1917)[4]
- 1863 — Светолик Радовановић, српски геолог. († 1928)[5]
- 1881 — Роже Мартен ди Гар, француски књижевник, добитник Нобелове награде за књижевност (1937). († 1958)[6]
- 1881 — Херман Штаудингер, немачки хемичар, добитник Нобелове награде за хемију (1953). († 1965)[7]
- 1882 — Еми Нетер, немачка математичарка. († 1935)[8]
- 1887 — Хуан Грис, шпански сликар. († 1927)[9]
- 1898 — Луј Адамич, словеначко-амерички књижевник и преводилац. († 1951)[10]
- 1900 — Ерих Фром, немачки социјални психолог, психоаналитичар и хуманистички филозоф. († 1980)[11]
- 1910 — Акира Куросава, јапански редитељ, сценариста и продуцент. († 1998)[12]
- 1915 — Василиј Зајцев, совјетски снајпериста у Другом светском рату. († 1991)
- 1921 — Доналд Кембел, енглески возач брзих аутомобила и чамаца. († 1967)[13]
- 1922 — Уго Тоњаци, италијански глумац, редитељ и сценариста. († 1990)[14]
- 1927 — Соња Хлебш, словеначка глумица. († 2005)[15]
- 1931 — Виктор Корчној, руско-швајцарски шахиста. († 2016)[16]
- 1937 — Мило Мирановић, српски глумац. († 2003)[17]
- 1942 — Ладо Лесковар, словеначки певач.[18]
- 1942 — Михаел Ханеке, аустријски редитељ и сценариста.[19]
- 1944 — Мајкл Најман, енглески композитор, пијаниста, либретиста и музиколог.[20]
- 1944 — Рик Окасек, амерички музичар и музички продуцент, најпознатији као суоснивач, певач и гитариста групе The Cars. († 2019)[21]
- 1945 — Краснодар Рора, хрватски фудбалер. (прем. 2020)[22]
- 1946 — Мирко Алвировић, српски новинар и ТВ водитељ. († 2018)
- 1946 — Драган Кресоја, српски редитељ. († 1996)[23]
- 1949 — Владимир Лазаревић, генерал-пуковник Војске Југославије.[24]
- 1952 — Ким Стенли Робинсон, амерички писац.[25]
- 1953 — Ивица Шурјак, хрватски фудбалер.[26]
- 1954 — Весна Чипчић, српска глумица.[27]
- 1955 — Мозиз Малон, амерички кошаркаш. († 2015)[28]
- 1956 — Жозе Мануел Барозо, португалски политичар, премијер Португалије (2002—2004) и 12. председник Европске комисије.[29]
- 1959 — Кетрин Кинер, америчка глумица.[30]
- 1961 — Милутин Петровић, српски редитељ, сценариста, продуцент и музичар.[31]
- 1962 — Стив Редгрејв, британски веслач.[32]
- 1964 — Хоуп Дејвис, америчка глумица.[33]
- 1966 — Марин Хинкле, америчка глумица.[34]
- 1967 — Оливера Ковачевић, српска новинарка и ТВ водитељка.[35]
- 1968 — Фернандо Јеро, шпански фудбалер и фудбалски тренер.[36]
- 1970 — Ђани Инфантино, италијански спортски функционер, 9. председник ФИФА.[37]
- 1971 — Александар Џикић, српски кошаркашки тренер.
- 1972 — Јонас Бјеркман, шведски тенисер.[38]
- 1973 — Јержи Дудек, пољски фудбалски голман.[39]
- 1973 — Џејсон Кид, амерички кошаркаш и кошаркашки тренер.[40]
- 1973 — Милорад Мажић, српски фудбалски судија.[41]
- 1974 — Жауме Колет Сера, шпанско-амерички редитељ и продуцент.[42]
- 1976 — Мишел Монахан, америчка глумица.[43]
- 1978 — Валтер Самјуел, аргетински фудбалер.[44]
- 1979 — Саша Васиљевић, босанскохерцеговачки кошаркаш.[45]
- 1983 — Диџон Томпсон, амерички кошаркаш.[46]
- 1985 — Бетани Матек Сандс, америчка тенисерка.[47]
- 1986 — Андреа Довициозо, италијански мотоциклиста.[48]
- 1988 — Срђан Вујаклија, српски фудбалер.[49]
- 1989 — Никола Гулан, српски фудбалер.[50]
- 1990 — Хаиме Алгерсуари, шпански аутомобилиста, возач Формуле 1.[51]
- 1990 — Гордон Хејвард, амерички кошаркаш.[52]
- 1991 — Факундо Кампазо, аргентински кошаркаш.[53]
- 1992 — Кајри Ирвинг, амерички кошаркаш.[54]
- 1996 — Александер Албон, тајландски аутомобилиста.[55]
- 2000 — Светозар Марковић, српски фудбалер.[56]

## Смрти
- 1842 — Анри Бејл Стендал, француски писац  (* 1783)[57]
- 1953 — Ђорђе Јовановић, српски вајар (* 1861)[58]
- 1980 — Анита Мезетова, оперска певачица, професор Факултета музичке уметности у Београду. (* 1913)[59]
- 1983 — Барни Кларк, први човек којем је уграђено вештачко срце, с којим је живео 112 дана.
- 1994 — Луис Доналдо Колосио, мексички политичар  (* 1950)[60]
- 2003 — Вјеран Миладиновић Мерлинка, први српски познати трансвестит (* 1958)[61]
- 2004 — Ото Кум, СС-бригадефирер и генерал-мајор Вафен-СС и добитник Витешког крста са храстовим лишћем и мачевима.[62]
- 2008 — Борис Дворник, хрватски глумац (* 1939)[63]
- 2011 — Елизабет Тејлор, енглеско-америчка глумица (* 1932)[64]

## Празници и дани сећања
- Међународни празници
  - Светски метеоролошки дан
- Српска православна црква слави:
  - Светог мученика Кодрата Коринтског и други с њим
  - Светог мученика Кодрата Никомидијског
  - Преподобну мати Анастасију